# Не реци ником
Не реци ником (фр. Ne le dis à personne) француски је криминалистички драмски трилер филм из 2006. године у режији Гијома Канеа.
Александар Бек је био главни осумњичени за убиство своје жене пре осам година. Случај сада приписан серијском убици поново је отворен, када су пронађена још два тела, али полиција га и даље сумњичи, чак и када Александер добија доказ да му је жена жива.

## Радња
Александар и Марго Бек познавали су се од детињства; шест срећних година прошло је од њиховог брака, када једне ноћи неко нападне Маргот у шуми. Александар нема времена да спасе своју жену, јер добија ударац по глави и пада у језеро.
Александар је спашен; међутим, није познато ко га је извукао из воде. Њен отац је идентификовао Марготино тело. Верује се да је она постала једна од жртава серијског убице који је деловао на тим местима, иако је Александар првобитно био главни осумњичени.
Осам година касније, два тела мушкараца убијена пре више од пет година пронађена су у области језера. Један од лешева у његовом џепу има кључ од Маргоиног сефа, у којем се налази стари пиштољ и неколико њених фотографија, тешко претучене. Полиција поново отвара истрагу о убиству. И сам др Александар неочекивано добија писмо са видео-снимком жене која личи на његову жену: снимак је, по свему судећи, недавно. Постепено, Александар постаје све јачи у идеји да је Маргот заправо жива. У међувремену, неко га прати; Непознати људи убијају Марготину бившу девојку Шарлот, све сумње падају на Александра. Приликом претреса у његовом стану пронађен је пиштољ из којег је извршено убиство. Доктор, пошто је добио упозорење о предстојећем хапшењу, бежи, пошто му супруга (за коју се заиста испостави да је жива) мејлом шаље датум, који иначе неће добити.
Не састају се у парку где је заказан датум: Марго открива заседу и одлази, Александар је киднапован на излазу из парка. Мучен је да открије где се налази његова жена, иако Александар о томе ништа не зна; као резултат тога, у ауто упада бандит, чији је син Александар помогао у спасавању пре три године, и, ранивши једног од киднапера, приморава остале да пусте Александра.
У међувремену, испоставило се ко је снимио фотографије претучене Марго: Александрина сестра. Она признаје да је Марго претукао њен партнер у сиротишту, Филип Невил, који је убрзо потом убијен. Такође се испоставља да је Маргот дала алиби главном осумњиченом, рекавши да је заљубљена у њега. Александар је већ срео овог човека раније и зна да је то била само параван, а жена га није преварила.
Нови докази убеђују мајора Левковича, који је задужен за случај, да је Александар у ствари невин. Конкретно, он има алиби за време Шарлотиног убиства. Осим тога, низ детаља у опису тела девојчице пронађеног поред језера указује да то није била Маргот Бек. Истовремено, Маргов отац је једном приликом запленио све фотографије са обдукционог извештаја.
Као резултат тога, Александар се са микрофоном скривеним у недрима, који полиција слуша, састаје са Марготиним оцем. Каже да је Маргоин партнер Филип Невил, син богатог буржуја Жилбера Невила, силовао децу из фонда, а да је у неком тренутку то сазнала од једног од дечака жртава. Покушала је да уразуми силоватеља, али је он почео да је туче, а њен отац, који је у међувремену чекао да Филип призна своје дело како би касније био ухапшен, није издржао и упуцао га. Отац је помогао својој ћерки да се ослободи тела; није хтела да подметне невиног, па му је обезбедила алиби. Александар није знао за ово, јер је у то време био на дугом путовању. Гилберт Неувилле је поставио професионалне убице на Маргот, али је Марготин отац надмашио једног од њих, а затим их обоје убио. Да Невил старији није ништа сазнао, Марготин отац је одлучио да исценира њену смрт. Рекао је својој ћерки да је Александар мртав и да мора да напусти земљу из безбедносних разлога; сам је пронашао тело мртве наркоманске девојке, унаказио јој лице ножем, бацио га на место злочина, а потом учествовао у идентификацији. Извукао је Александра из језера и позвао хитну помоћ за њега. Једина грешка му је била што је кључеве од сефа оставио у џепу једног од лешева. Откривени докази не само да су полицији дали трагове, већ су изазвали и нове сумње Жилбера Новила, који је ангажовао корумпиране полицајце да коначно окончају случај (који су стајали иза убиства Марготине девојке и отмице Александра).
Након признања, Марготин отац, који је и сам био умешан у случајеве корупције и својевремено радио за Невила старијег, изврши самоубиство. Александру оставља пакет са списком корумпираних полицајаца и злочина које су починили, који Александар даје Левковичу. Гилберт Неувилле је ухапшен.
Затим, у флешбеку, испоставља се да је у стварности, када је Александар дошао код Марговог оца, овај открио прислушну опрему причвршћену за Александрово тело, али је, не показујући никакав знак, наставио да се понаша као да се ништа није догодило. У одређеном тренутку дијалога, он је уз помоћ укљученог ТВ-а ометао сигнал „бубе“ (полиција је ово схватила као случајни квар опреме) и рекао Александру истину: у ствари, Филипа Невила није убио него Маргот. Све своје даље акције учинио је како би своју ћерку спасио од затвора и освете Невила старијег.
Неколико година касније, Марго се, након што је на телевизији чула за наставак истраге и одатле сазнавши да је Александар главни осумњичени, вратила у земљу да помогне свом мужу, којег је сматрала мртвим.
На крају филма, Александар се поново уједињује са Маргот.

## Улоге
| Глумац             | Улога                    |
| ------------------ | ------------------------ |
| Франсоа Клузе      | Александар Бек           |
| Мари-Жозе Кроз     | Марго Бек                |
| Андре Дисолије     | Жак Лорентен             |
| Кристин Скот Томас | Елен Перкинс             |
| Франсоа Берлеан    | Ерик Левкович            |
| Натали Бај         | адвокат Елизабет Фелдман |
| Жан Рошфор         | Жилбер Невил             |
| Марина Хендс       | Ана Бек                  |
| Жил Лелуш          | Бруно                    |
| Филип Лефевр       | поручник Филип Мејнар    |
| Флоранс Томасен    | Шарлот Берто             |
| Оливје Маршал      | Бернар Валенти           |
| Гијом Кане         | Филип Навил              |
| Микаела Фишер      | Зак                      |